# Teucholabis (Teucholabis) turrialbensis
Teucholabis (Teucholabis) turrialbensis is een tweevleugelige uit de familie steltmuggen (Limoniidae). De soort komt voor in het Neotropisch gebied.